# Red Rocks Amphitheatre

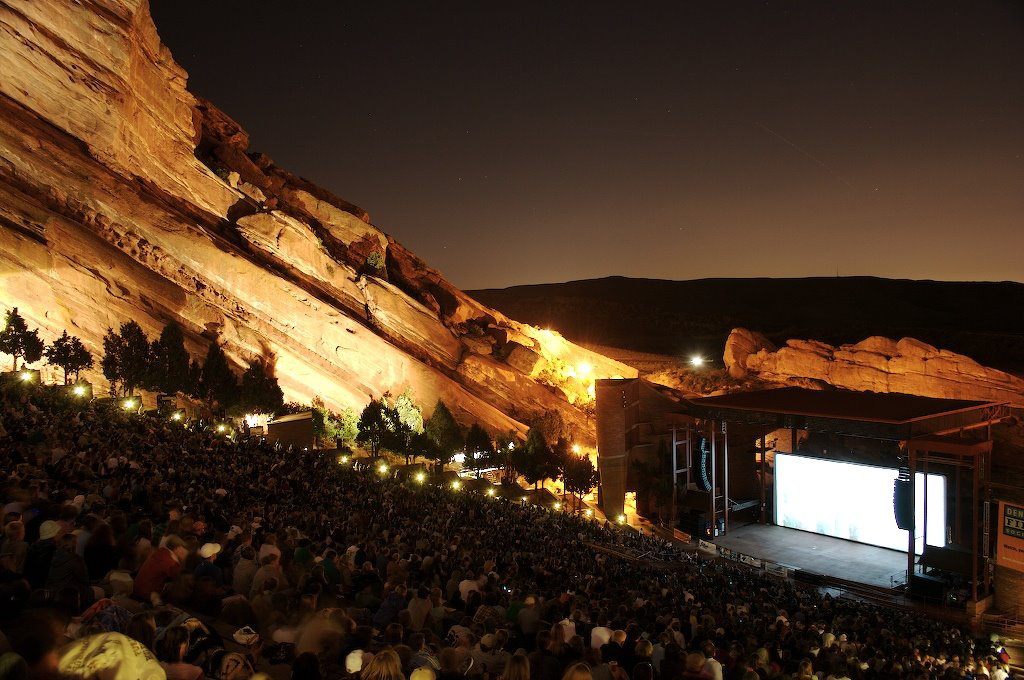
Konzert

Das Red Rocks Amphitheatre ist ein Open-Air-Theater im Westen der Vereinigten Staaten, das im Red Rocks Park in Morrison, Colorado, 16 km westlich von Denver, in einem Felsen gebaut wurde. Trotz seines Namens ist es kein Amphitheater.

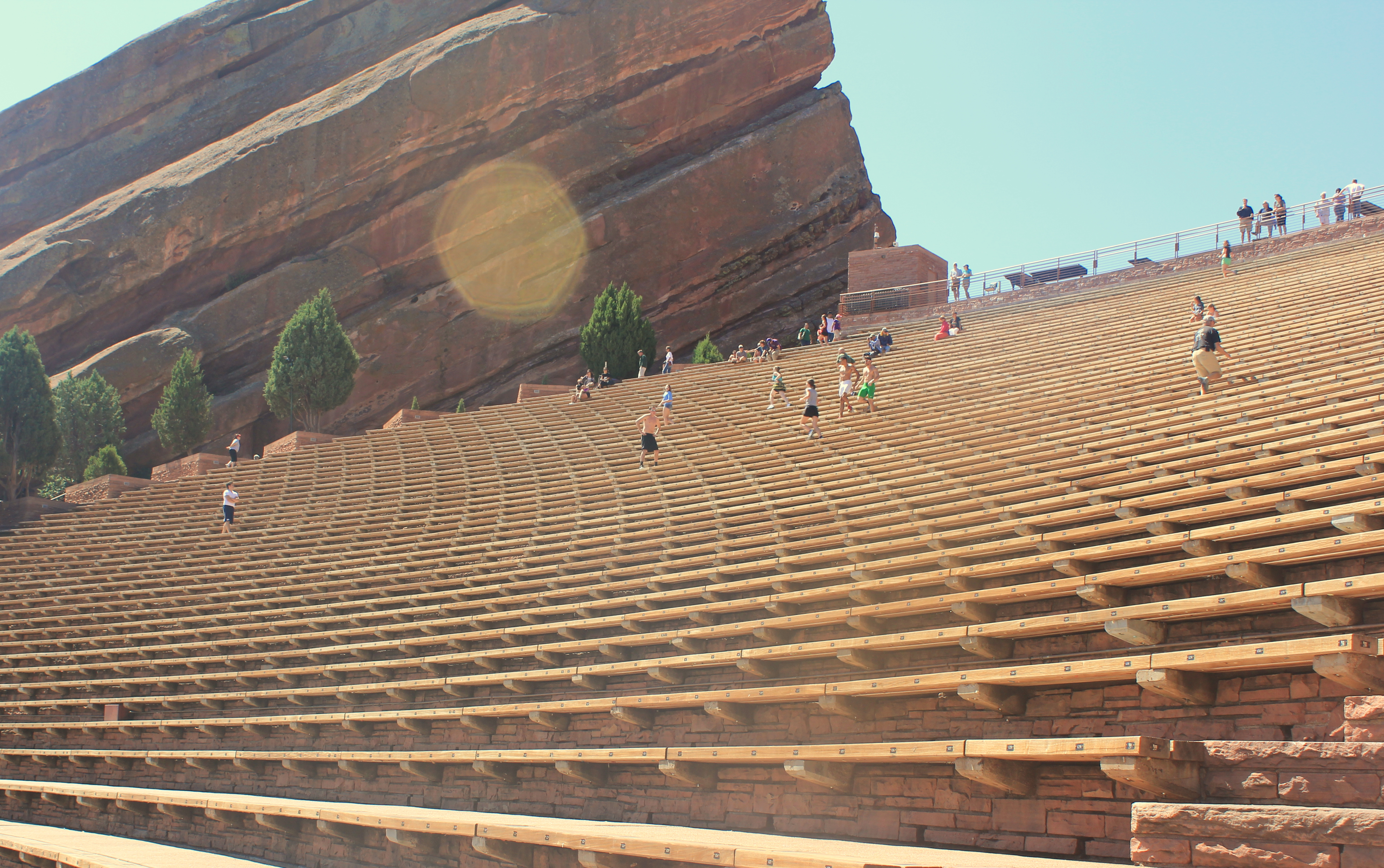
Sitzplätze im Felsen

## Ausstattung
Es bietet Platz für bis zu 9.450 Personen und wird von der Stadt Denver betrieben und gehört ihr. Es gibt Sitzplätze.

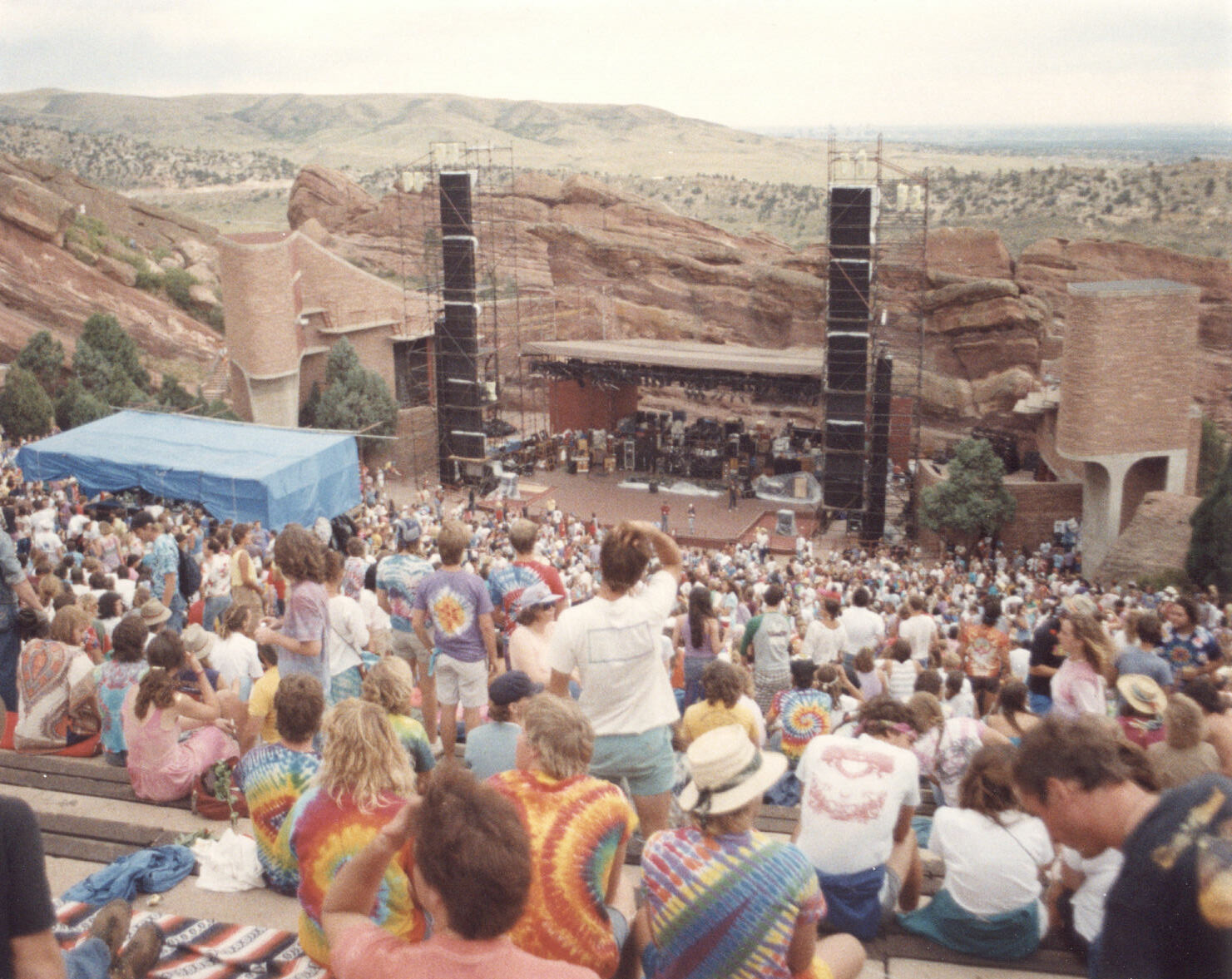
Konzert 1987

## Geschichte
Es wurde vom Civilian Conservation Corps während des New Deal gebaut. Die geologische Formation wurde zunächst Garten der Engel (1870–1906) und dann Garten der Titanen (1906–1928) genannt. Es liegt an den Red Rocks. Der Park, der das Gelände umgibt, ist der Red Rocks Park und wurde 1928 von der Stadt Denver gekauft. Das Amphitheater wurde vom Architekten Burnham Hoyt aus Denver entworfen.

## Nutzung
Auf dem Gelände finden viele Festivals, Konzerte und Volksfeste statt.
Viele berühmte Musikgruppen sind dort aufgetreten, wie die Beatles im Jahr 1964, Grateful Dead, U2 im Jahr 1983, Neil Young im Jahr 2000, Coldplay im Jahr 2003, Björk im Jahr 2007, The Cure im Jahr 2008, Depeche Mode im Jahr 2009, Bob Dylan, Daft Punk, A Perfect Circle, The Smashing Pumpkins, Phish, Primus, The Glitch Mob, Skrillex, Nickelback, Mumford & Sons, NOFX und viele mehr.
Die Scorpions spielten 1991 (2×), 1999, 2002 und 2012 insgesamt 5 Konzerte in dem Theater.

## Galerie

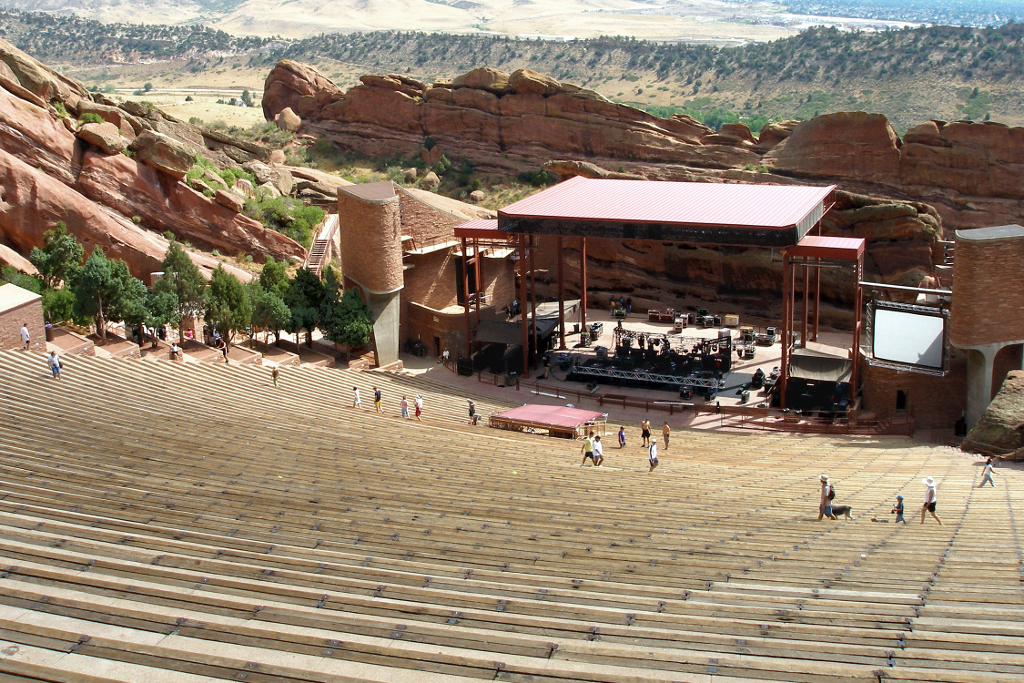
Der Fels-Rang 2008
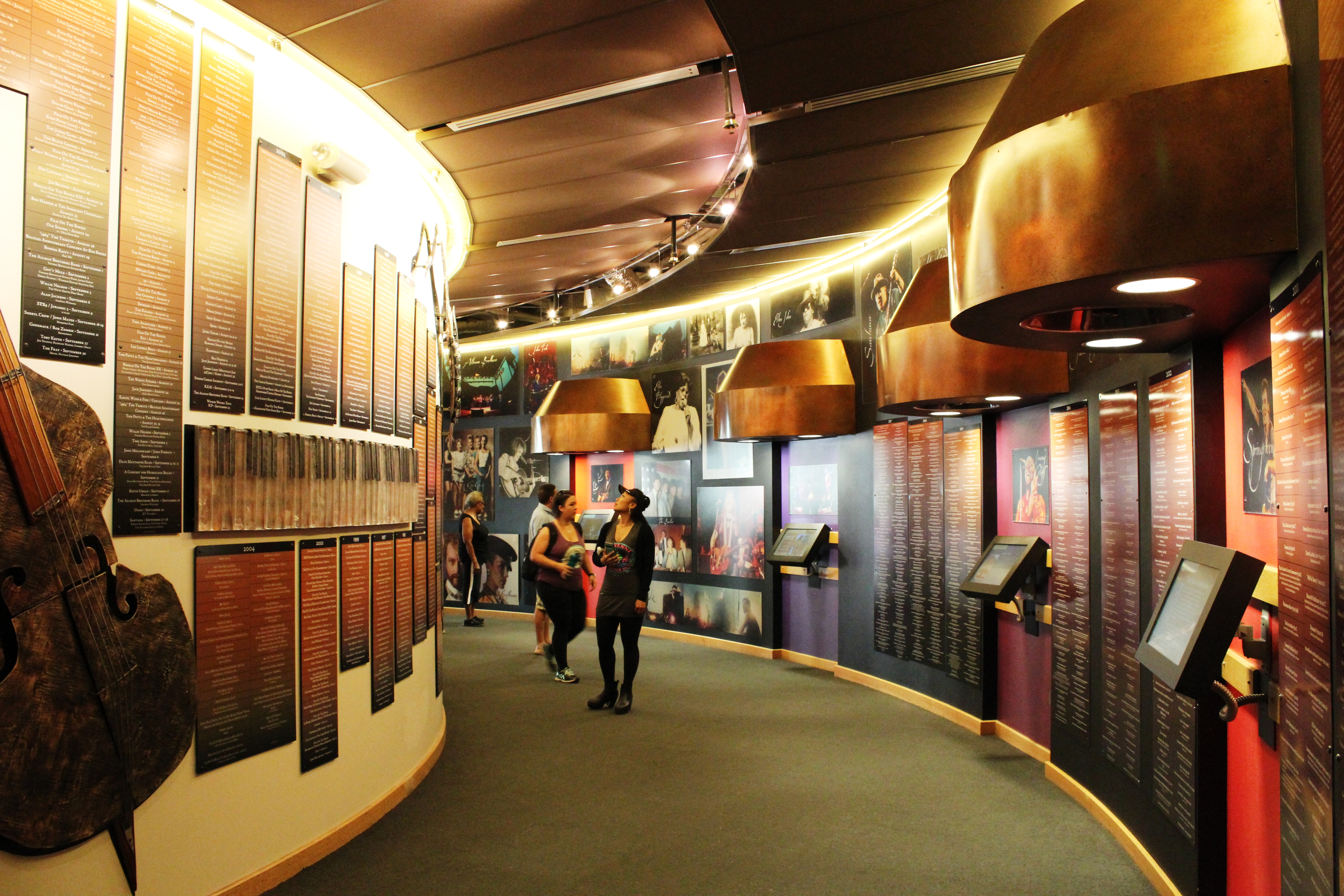
Besucherzentrum
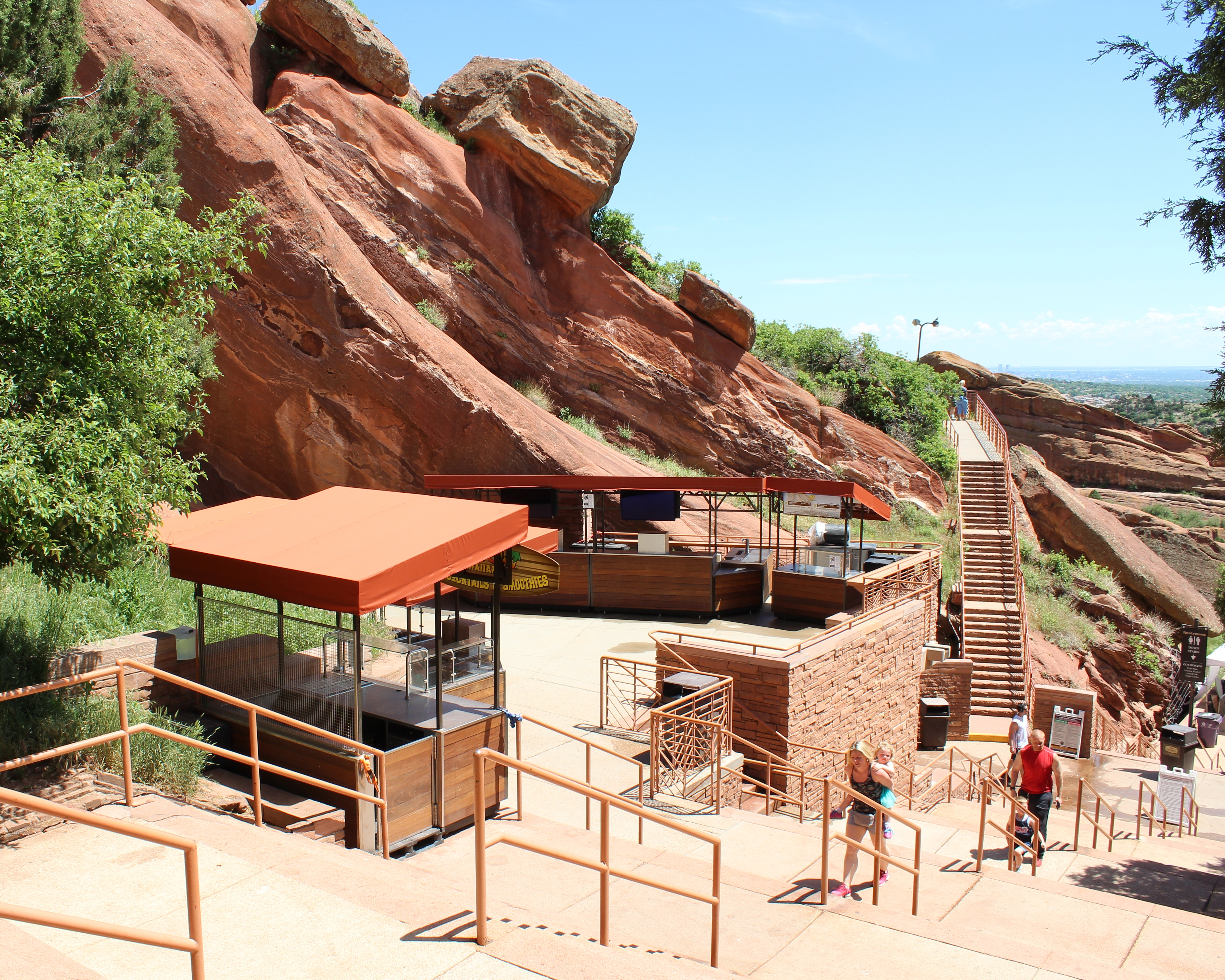
Essensstand
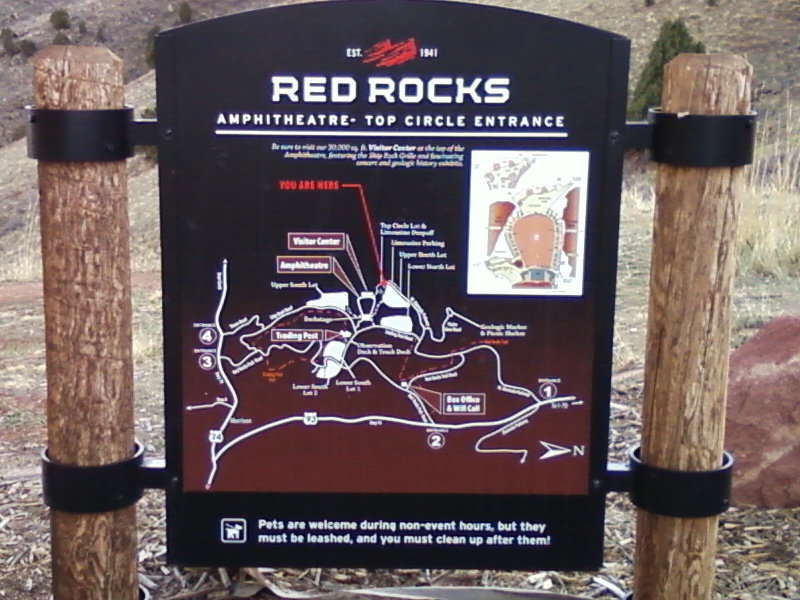
Parkplan
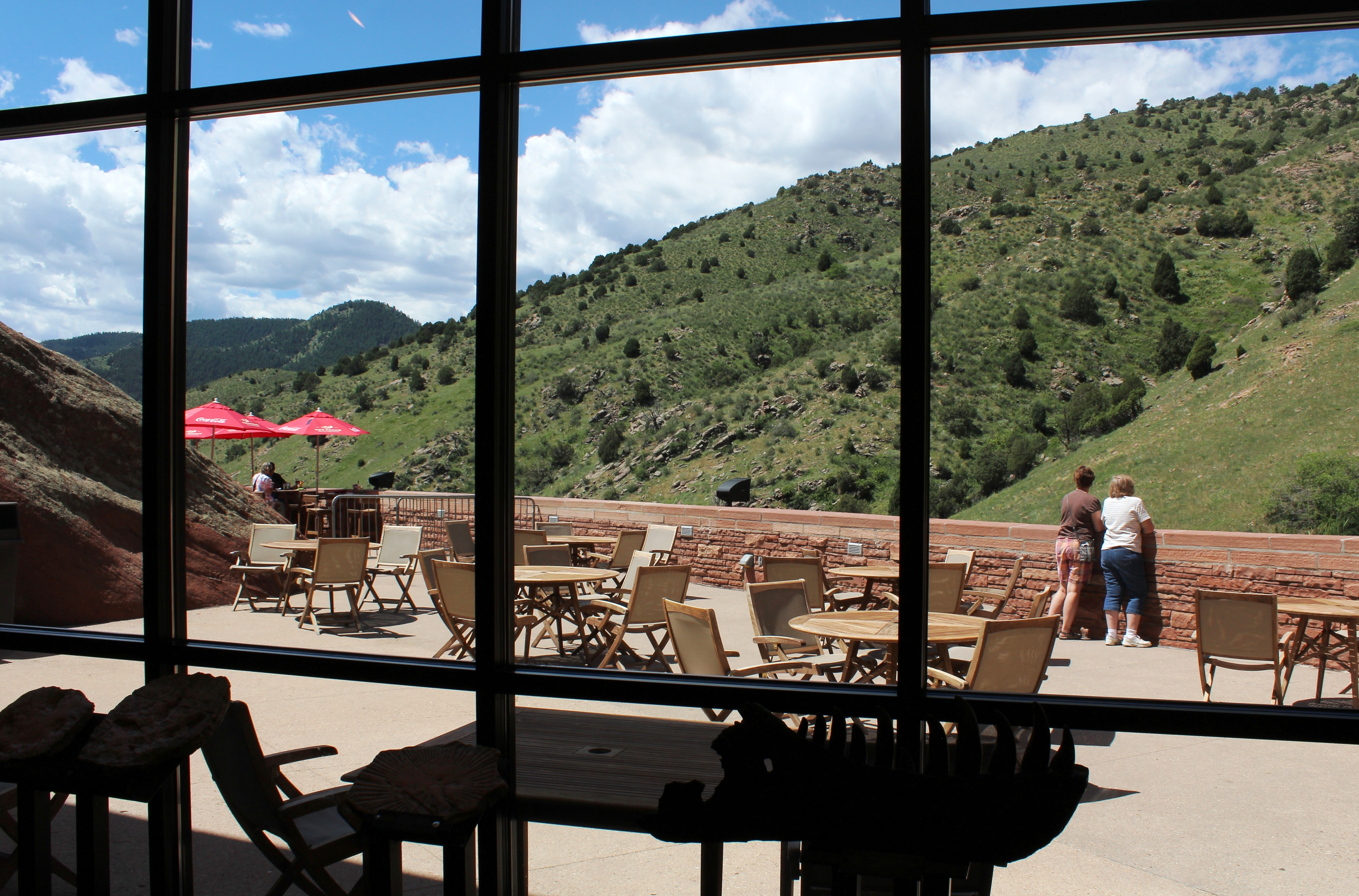
Aussichtsplattform
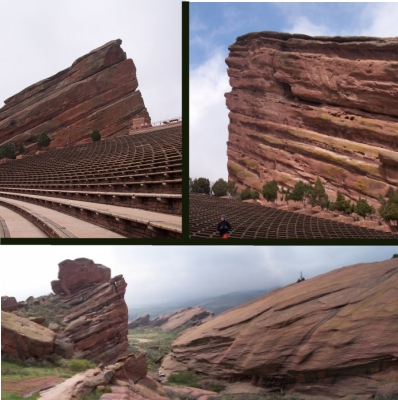
Die Red Rocks